# 専修大学短期大学部
専修大学短期大学部（せんしゅうだいがくたんきだいがくぶ）は、東京都千代田区神田神保町2-8に本部を置いていた日本の私立大学である。1950年に設置され、1965年に廃止された。

## 概要

### 大学全体
- 東京都千代田区に所在した日本の私立短期大学で、設置主体は 学校法人専修大学[注釈 2]。
- 国内で最初に認可された短期大学149校[注 1]の1校として、1950年に2学科体制で開学した[4]。以後、学科の増減なし。
- 1962年度の入学生を最後に[注釈 3]、短期大学としての使命を終える[注釈 4]。

## 沿革
- 1949年
  - 10月15日 文部省[注釈 5]に短期大学[注 2]の設置認可に関する申請を行う[注 3]。なお、学科・専攻は以下の通りとなっている[注 4]。
    - 経済学科 
      - 第一部 入学定員150名
      - 第二部 入学定員150名

    - 商業学科
      - 第一部 入学定員100名
      - 第二部 入学定員100名

    - 労働学科
      - 第一部 入学定員100名
      - 第二部 入学定員100名

    - 法律学科 
      - 第一部 入学定員50名
      - 第二部 入学定員50名
- 1950年
  - 3月14日 左記を以て短期大学の設置が文部省[注釈 5]より認可される[注 5]。
  - 4月1日 左記を以て専修大学短期大学部が以下の学科体制に変更した上で開学する[注 6]。
    - 経済学科[注釈 6]
      - 第一部[注釈 6] 入学定員150名→[注釈 7]
      - 第二部 入学定員150名

    - 商業学科[注釈 6]
      - 第一部[注釈 6] 入学定員100名[注釈 7]
      - 第二部 入学定員100名

    - 労働学科[注釈 8]
      - 第一部[注釈 8] 入学定員100名[注釈 9]
      - 第二部 入学定員100名

    - 法律学科[注釈 8]
      - 第一部[注釈 8] 入学定員50名[注釈 9]
      - 第二部 入学定員50名
- 1951年
  - 2月28日 学校法人が成立する[注釈 2]。
- 1962年
  - 4月1日 この年度の入学生を最後に学生募集を終了[注釈 3]。
- 1965年
  - 3月31日 左記をもって正式に廃止とする[注釈 4]。

## 基礎データ

### 所在地
- 東京都千代田区神田神保町2-8[注釈 1]

### 象徴
- 右記資料を参照[17]。

## 教育および研究

### 組織

#### 学科
- 商経科 入学定員100名[注釈 10]
- 法律実務科 入学定員50名[注釈 10]

#### 専攻科
- なし

#### 別科
- なし

#### 取得資格について
- 商経科・法律実務科ともに教職課程として中学校教諭二級免許状（社会・職業）ほか、当初は高等学校教諭免許状（社会・商業）も設置されていた[19][20]。

#### 学生数
| 学科       | 入学定員 | 総定員 |
| ---------- | -------- | ------ |
| 商経科     | 100      | 200    |
| 法律実務科 | 50       | 100    |

##### 年度別学生数
| 年度   | 商経科    | 法律実務科 | 出典   |
| ------ | --------- | ---------- | ------ |
| 1954年 | 458（33） | 98（3）    | [ 21 ] |
| 1958年 | 225（38） | 42（5）    | [ 22 ] |
| 1959年 | 144（32） | 24（2）    | [ 23 ] |
| 1960年 | 139（31） | 21（5）    | [ 24 ] |
| 1961年 | 183（39） | 12（4）    | [ 25 ] |
| 1962年 | 295（83） | 11（3）    | [ 26 ] |
| 1963年 | 157（48） | 6（2）     | [ 27 ] |

## 大学関係者と組織

### 大学関係者一覧

#### 大学関係者
歴代学長
- 鈴木義男
- 小林良正 - 専修大学学長と初代短期大学部長を兼務した
- 相馬勝夫

## 対外関係

### 姉妹校
- 専修大学北上福祉教育専門学校

### 系列校
- 専修大学
- 石巻専修大学
- 専修大学北海道短期大学[注 8]